# Surfside Beach, South Carolina
Surfside Beach är en kommun (town) i Horry County i South Carolina. Vid 2020 års folkräkning hade Surfside Beach 4 155 invånare.
Den 4 februari 2023 sköt den amerikanska militären ner en kinesisk förmodad spionballong utanför kusten till Surfside Beach i samband med den så kallade kinesiska ballongincidenten.

## Kända personer från Surfside Beach
- Russell Fry, politiker